# ГЕС Сарсель
ГЕС Сарсель – гідроелектростанція у канадській провінції Квебек. Споруджена в межах масштабного проекту Затока Джеймс, котрий передбачає деривацію ресурсу з ряду річок до сточища Ла-Гранд (має устя на східному узбережжі затоки Джеймс – південної-східної частини Гудзонової затоки).
Сарсель відноситься до південної траси деривації, якою до Ла-Гранд перекидається вода зі сточищ річок Істмейн та Руперт. При цьому вона знаходиться в гідротехнічній схемі нижче від станцій Істмейн 1/Істмейн 1-А, відпрацьований якими ресурс невдовзі потрапляє до водосховища Опінака. Ця велика – площа поверхні 1040 км2, об’єм 8,5 млрд м3 – водойма затопила водорозділ між Істмейн та її правою притокою Опінака, для чого створили підпір за допомогою кількох гребель:
- зведеної на Істмейн кам'яно-накидної OA-11 висотою 33 метри та довжиною 3259 метрів;
- земляної OA-10A1 висотою 30 метрів та довжиною 1042 метри, котра перекриває ліву притоку Опінаки;
- кам'яно-накидної OA-05 висотою 33 метри та довжиною 414 метрів, зведеної на самій Опінаці.
Крім того, для утримання резервуару звели шість земляних та одну кам’яно-накидну дамбу висотою від 4,6 до 26,5 та загальною довжиною 5254 метрів. Під час операційної діяльності поверхня водойми може коливатись в діапазоні від 211,8 до 215,8 метра НРМ.
Сховище Опінака створили у 1980-х роках і первісно деривація ресурсу на північ до сточища Ла-Гранд (де й розташовані найпотужніші станції гідровузла) відбувалась без генерації електроенергії. Нарешті, в 2013-му на виході з цього резервуару у водосховище Бойд облаштували машинний зал ГЕС Сарсель. Тут встановили три бульбові турбіни загальною потужністю 150 МВт, які при напорі від 8,7 до 16,1 метра (номінальний напір 10,8 метра) забезпечують виробництво 1,1 млрд кВт-год електроенергії на рік.